# Оруджов, Мубариз Мансур оглы
Мубариз Мансур оглы Оруджов (Оруджев) (азерб. Mübariz Mənsur oğlu Orucov; 27 апреля 1974, Сумгаит) — советский и азербайджанский футболист, игравший на всех позициях в поле. Выступал за сборную Азербайджана.

## Биография
Воспитанник сумгаитского футбола. Дебютировал во взрослом футболе в последнем сезоне первенства СССР за клуб «Хазар» (Сумгаит). Победитель третьей (азербайджанской) зоны второй низшей лиги 1991 года.
После распада СССР продолжил играть за сумгаитский клуб в чемпионате Азербайджана. Серебряный призёр чемпионата страны 1992 и 1993 годов. По итогам сезона 1994/95 со своим клубом покинул высший дивизион и следующий сезон провёл в первой лиге, в 1996 году клуб вернулся обратно. В ходе сезона 1997/98 игрок покинул клуб, носивший в том сезоне название «Сумгаит», и перешёл в «Виляш» (Масаллы), где провёл полтора года.
В 1999 году перешёл в «Шамкир», с которым стал чемпионом Азербайджана 1999/00. Следующий сезон начал в «Шамкире», завоевавшем в итоге очередной чемпионский титул, но в ходе зимнего перерыва вернулся в «Виляш», ставший в итоге бронзовым призёром. В 2001 году перешёл в «Карабах» (Агдам), где провёл четыре с половиной сезона (не считая несостоявшегося сезона 2002/03), становился бронзовым призёром чемпионата страны 2001/02 и 2003/04 и обладателем Кубка Азербайджана 2005/06. В конце карьеры провёл полтора сезона в «Карване» (Евлах). В сезоне 2008/09 был в заявке армейского клуба МОИК, но ни разу не вышел на поле.
Всего в высшей лиге Азербайджана сыграл 311 матчей, забил 26 голов. На момент окончания карьеры входил в десятку лидеров чемпионата по числу сыгранных матчей, по состоянию на август 2019 года занимал 15-е место.
В национальной сборной Азербайджана дебютировал 9 мая 2001 года в товарищеском матче против Грузии. Второй и последний матч сыграл спустя месяц в отборочном турнире чемпионата мира против Турции.
После окончания игровой карьеры некоторое время работал тренером детско-юношеских команд агдамского «Карабаха» (до 15, до 17 лет). В 2012 году перешёл на работу в «Сумгаит», где стал помощником главного тренера. По состоянию на 2016 год был главным тренером дубля «Сумгаита». Также в 2016 году входил в тренерский штаб юношеской (до 17 лет) сборной Азербайджана. В 2017 году получил тренерскую лицензию «А».
Принимал участие в матчах ветеранов.
Окончил Азербайджанскую государственную академию физической культуры и спорта (1995).

## Достижения
- Чемпион Азербайджана: 1999/00
- Серебряный призёр чемпионата Азербайджана: 1992, 1993
- Бронзовый призёр чемпионата Азербайджана: 2000/01, 2001/02, 2003/04
- Обладатель Кубка Азербайджана: 2005/06